# Брен, Пьер
Пьер Брен (фр. Pierre Braine; 26 октября 1900, Антверпен — 6 ноября 1951, Антверпен) — бельгийский футболист, полузащитник, участник Олимпиады 1928 и Чемпионата мира 1930 года. Брат бельгийского футболиста Раймона Брена.

## Карьера

### Клубная
На протяжении почти 15 лет Пьер Брен играл за клуб «Беерсхот».

### В сборной
С 1922 года выступал за сборную Бельгии. Дебютировал в товарищеском матче против сборной Франции в январе 1922 года. К началу Олимпийских игр в Амстердаме в 1928 году Брен уже успел сыграть за национальную команду около 30 матчей и являлся самым опытным футболистом в команде. Через два года он принял участие в первом чемпионате мира по футболу. Однако после двух поражений бельгийцы завершили участие в турнире. Вскоре и Пьер Брен завершил карьеру в сборной, на его счету было 46 сыгранных матчей и 4 забитых гола.
| Матчи и голы Пьера Брена за сборную Бельгии | Матчи и голы Пьера Брена за сборную Бельгии | Матчи и голы Пьера Брена за сборную Бельгии | Матчи и голы Пьера Брена за сборную Бельгии | Матчи и голы Пьера Брена за сборную Бельгии | Матчи и голы Пьера Брена за сборную Бельгии | Матчи и голы Пьера Брена за сборную Бельгии |
| ------------------------------------------- | ------------------------------------------- | ------------------------------------------- | ------------------------------------------- | ------------------------------------------- | ------------------------------------------- | ------------------------------------------- |
| №                                           | Дата                                        | Место проведения                            | Соперник                                    | Счёт                                        | Голы                                        | Турнир                                      |
| 1                                           | 15 января 1922                              | Коломб, Франция                             | Франция                                     | 1:2                                         | -                                           | Товарищеский матч                           |
| 2                                           | 5 октября 1924                              | Копенгаген, Дания                           | Дания                                       | 1:2                                         | -                                           | Товарищеский матч                           |
| 3                                           | 11 ноября 1924                              | Брюссель, Бельгия                           | Франция                                     | 3:0                                         | 1                                           | Товарищеский матч                           |
| 4                                           | 8 декабря 1924                              | Уэст-Бромидж, Англия                        | Англия                                      | 0:4                                         | -                                           | Товарищеский матч                           |
| 5                                           | 15 марта 1925                               | Антверпен, Бельгия                          | Нидерланды                                  | 0:1                                         | -                                           | Coupe Van den Abeele 1925                   |
| 6                                           | 3 мая 1925                                  | Амстердам, Нидерланды                       | Нидерланды                                  | 0:5                                         | -                                           | Товарищеский матч                           |
| 7                                           | 21 мая 1925                                 | Будапешт, Венгрия                           | Венгрия                                     | 3:1                                         | -                                           | Товарищеский матч                           |
| 8                                           | 24 мая 1925                                 | Лозанна, Швейцария                          | Швейцария                                   | 0:0                                         | -                                           | Товарищеский матч                           |
| 9                                           | 13 декабря 1925                             | Льеж, Бельгия                               | Австрия                                     | 3:4                                         | -                                           | Товарищеский матч                           |
| 10                                          | 14 февраля 1926                             | Брюссель, Бельгия                           | Венгрия                                     | 0:2                                         | -                                           | Товарищеский матч                           |
| 11                                          | 14 марта 1926                               | Антверпен, Бельгия                          | Нидерланды                                  | 1:1                                         | -                                           | Coupe Van den Abeele 1926                   |
| 12                                          | 11 апреля 1926                              | Париж, Франция                              | Франция                                     | 3:4                                         | -                                           | Товарищеский матч                           |
| 13                                          | 2 мая 1926                                  | Амстердам, Нидерланды                       | Нидерланды                                  | 5:1                                         | -                                           | Товарищеский матч                           |
| 14                                          | 24 мая 1926                                 | Антверпен, Бельгия                          | Англия                                      | 3:5                                         | -                                           | Товарищеский матч                           |
| 15                                          | 20 июня 1926                                | Брюссель, Бельгия                           | Франция                                     | 2:2                                         | -                                           | Товарищеский матч                           |
| 16                                          | 2 января 1927                               | Льеж, Бельгия                               | Чехословакия                                | 2:3                                         | -                                           | Товарищеский матч                           |
| 17                                          | 13 марта 1927                               | Антверпен, Бельгия                          | Нидерланды                                  | 2:0                                         | -                                           | Coupe Van den Abeele 1927                   |
| 18                                          | 3 апреля 1927                               | Брюссель, Бельгия                           | Швеция                                      | 2:1                                         | -                                           | Товарищеский матч                           |
| 19                                          | 1 мая 1927                                  | Амстердам, Нидерланды                       | Нидерланды                                  | 2:3                                         | -                                           | Товарищеский матч                           |
| 20                                          | 11 мая 1927                                 | Брюссель, Бельгия                           | Англия                                      | 1:9                                         | -                                           | Товарищеский матч                           |
| 21                                          | 22 мая 1927                                 | Вена, Австрия                               | Австрия                                     | 1:4                                         | 1                                           | Товарищеский матч                           |
| 22                                          | 26 мая 1927                                 | Прага, Чехословакия                         | Чехословакия                                | 0:4                                         | -                                           | Товарищеский матч                           |
| 23                                          | 8 января 1928                               | Брюссель, Бельгия                           | Австрия                                     | 1:2                                         | -                                           | Товарищеский матч                           |
| 24                                          | 12 февраля 1928                             | Льеж, Бельгия                               | Ирландское Свободное Государство            | 2:4                                         | -                                           | Товарищеский матч                           |
| 25                                          | 11 марта 1928                               | Амстердам, Нидерланды                       | Нидерланды                                  | 1:1                                         | -                                           | Товарищеский матч                           |
| 26                                          | 1 апреля 1928                               | Антверпен, Бельгия                          | Нидерланды                                  | 1:0                                         | -                                           | Coupe Van den Abeele 1928                   |
| 27                                          | 15 апреля 1928                              | Коломб, Франция                             | Франция                                     | 3:2                                         | -                                           | Товарищеский матч                           |
| 28                                          | 19 мая 1928                                 | Антверпен, Бельгия                          | Англия                                      | 1:3                                         | -                                           | Товарищеский матч                           |
| 29                                          | 27 мая 1928                                 | Амстердам, Нидерланды                       | Люксембург                                  | 5:3                                         | -                                           | Олимпийские игры 1928                       |
| 30                                          | 2 июня 1928                                 | Амстердам, Нидерланды                       | Аргентина                                   | 3:6                                         | -                                           | Олимпийские игры 1928                       |
| 31                                          | 5 июня 1928                                 | Роттердам, Нидерланды                       | Нидерланды                                  | 1:3                                         | 1                                           | Олимпийские игры 1928                       |
| 32                                          | 4 ноября 1928                               | Амстердам, Нидерланды                       | Нидерланды                                  | 1:1                                         | -                                           | Товарищеский матч                           |
| 33                                          | 20 апреля 1929                              | Дублин, Ирландия                            | Ирландское Свободное Государство            | 0:4                                         | -                                           | Товарищеский матч                           |
| 34                                          | 5 мая 1929                                  | Антверпен, Бельгия                          | Нидерланды                                  | 3:1                                         | -                                           | Coupe Van den Abeele 1929                   |
| 35                                          | 11 мая 1929                                 | Брюссель, Бельгия                           | Англия                                      | 1:5                                         | -                                           | Товарищеский матч                           |
| 36                                          | 26 мая 1929                                 | Льеж, Бельгия                               | Франция                                     | 4:1                                         | -                                           | Товарищеский матч                           |
| 37                                          | 13 апреля 1930                              | Коломб, Франция                             | Франция                                     | 6:1                                         | -                                           | Товарищеский матч                           |
| 38                                          | 4 мая 1930                                  | Амстердам, Нидерланды                       | Нидерланды                                  | 2:2                                         | -                                           | Товарищеский матч                           |
| 39                                          | 11 мая 1930                                 | Брюссель, Бельгия                           | Ирландское Свободное Государство            | 1:3                                         | -                                           | Товарищеский матч                           |
| 40                                          | 18 мая 1930                                 | Антверпен, Бельгия                          | Нидерланды                                  | 3:1                                         | -                                           | Coupe Van den Abeele 1930                   |
| 41                                          | 25 мая 1930                                 | Льеж, Бельгия                               | Франция                                     | 1:2                                         | -                                           | Товарищеский матч                           |
| 42                                          | 8 июня 1930                                 | Антверпен, Бельгия                          | Португалия                                  | 2:1                                         | -                                           | Товарищеский матч                           |
| 43                                          | 13 июля 1930                                | Монтевидео, Уругвай                         | США                                         | 0:3                                         | -                                           | Чемпионат мира 1930                         |
| 44                                          | 20 июля 1930                                | Монтевидео, Уругвай                         | Парагвай                                    | 0:1                                         | -                                           | Чемпионат мира 1930                         |
| 45                                          | 28 сентября 1930                            | Льеж, Бельгия                               | Швеция                                      | 2:2                                         | 1                                           | Товарищеский матч                           |
| 46                                          | 7 декабря 1930                              | Монруж, Франция                             | Франция                                     | 2:2                                         | -                                           | Товарищеский матч                           |

Итого: 46 матчей / 4 гола; 13 побед, 8 ничьих, 25 поражений.